# Amasaman
Amasaman – miasto i stolica dystryktu Ga West w regionie Wielka Akra w Ghanie, około 63 tys. mieszkańców. Miasto położone w połowie drogi między Akrą i Nsawam.